# یواس‌اس هورنت (۱۸۹۸)
یواس‌اس هورنت (۱۸۹۸) (به انگلیسی: USS Hornet (1898)) یک کشتی بود که طول آن ۱۸۰ فوت (۵۵ متر) بود. این کشتی در سال ۱۸۹۰ ساخته شد.